# La Fine équipe
La Fine Équipe è un film del 2016 diretto da Magaly Richard-Serrano.

## Trama
Omen è un grande fan di Stan, la cantante di un gruppo prossimo allo scioglimento. Quando gli si presenta l'occasione, Omen si offre di lavorare come autista per Stan che, nonostante il parere contrario della band, decide di dargli un'opportunità.

## Distribuzione
Il film è stato distribuito nelle sale francesi l'11 novembre 2016.